# Erhard Schneckenburger

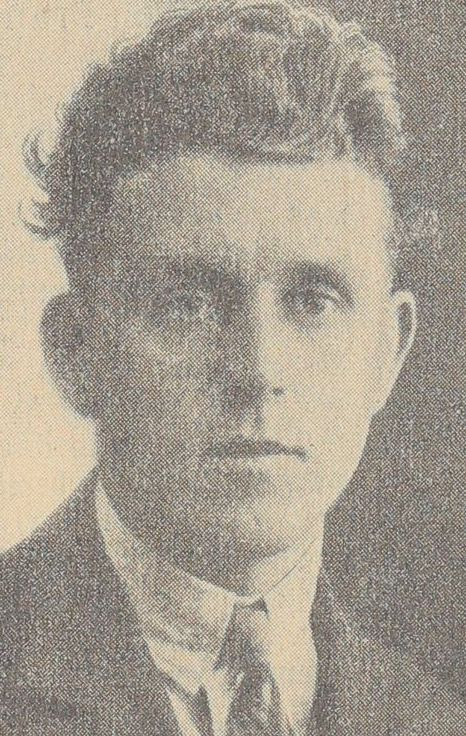
Erhard Schneckenburger, um 1930

Erhard Schneckenburger (* 5. November 1894 in Stuttgart; † 27. Juni 1959 ebenda) war ein deutscher Politiker der KPD und der SPD. 

## Leben und Beruf
Schneckenburger besuchte die Bürgerschule in Stuttgart und anschließend die Präparandenanstalt und Lehrerseminar in Backnang. Im November 1914 legte er die erste Prüfung für das Lehramt an Volksschulen ab, zog jedoch kurz darauf in den Kriegsdienst und wurde dort zweimal schwer verwundet. Ab Mai 1917 war er als Vertretungslehrer an mehreren Schulen in Württemberg tätig, unter anderem in Neuenhaus, später wurde er Hauptlehrer in Stuttgart-Botnang, wo er sich nach der Eheschließung niederließ. Im August 1920 wurde eine Disziplinaruntersuchung aufgrund des Vorwurfs der Verbreitung kommunistischer Propaganda im Unterricht eingeleitet, welches letztlich ohne Ergebnis eingestellt wurde. Im Dezember 1920 trat er dem Verein für Jugendkunde und Lehrerfortbildung bei, außerdem war er Mitgründer der Deutschen Kinderfreundebewegung und beteiligte sich am Aufbau des ersten süddeutschen Ferienzeltlagers am Bodensee. Von Februar 1929 an war er als Lehrer an der Volksschule in Stuttgart tätig.
Nachdem seine Wohnung bereits von der Gestapo durchsucht wurde, wurde Schneckenberger am 16. Oktober 1933 aufgrund des Gesetzes zur Wiederherstellung des Berufsbeamtentums aus dem Schuldienst entlassen. Daraufhin war er als Vertreter einer Wäschefirma sowie als kaufmännischer Angestellter bei Nanz, später bei Bosch tätig. Im Juli 1942 kehrte er in seine Tätigkeit als Lehrer zurück, was vermutlich auf den kriegsbedingten Lehrermangel zurückzuführen sein dürfte.
Nach dem Krieg wurde Schneckenberger zum Leiter der Abteilung für Volks-, Mittel- und Sonderschulen im neugegründeten Kultministerium des Landes Württemberg-Baden berufen, diesen Posten hatte er auch nach der Gründung des Landes Baden-Württemberg 1952 inne. 1951 stieg er zum Ministerialdirigenten auf, 1959 schließlich zum Ministerialdirektor. Die letzte Beförderung stieß bei den Stuttgarter Nachrichten auf Kritik, da Schneckenberger aufgrund einer schweren Erkrankung länger nicht mehr im Dienst war und zudem kurz vor der Pensionierung stand. Aufgrund der Krankheit konnte er sein Amt nur noch kurz ausüben, er verstarb wenige Wochen nach seiner Ernennung.

## Politik
1919 trat Schneckenberger in die KPD ein, ein Jahr später wechselte er in die SPD und wurde dort in den Vorstand des Ortsvereins Botnang gewählt. Er kandidierte für den Reichstag und den württembergischen Landtag, jedoch ohne Erfolg. Daneben gehörte er der Arbeitsgemeinschaft Sozialdemokratischer Lehrer und Lehrerinnen und dem Reichsbanner Schwarz-Rot-Gold an. 1928 wurde er in den Stuttgarter Gemeinderat gewählt, dem er bis 1931 angehörte. Am 28. Februar 1931 rückte er für Kurt Schumacher in den württembergischen Landtag nach. Bei der Wahl 1932 wurde sein Mandat bestätigt, nach der Wahl 1933 schied er aus dem Parlament aus.
1946 wurde Schneckenberger zunächst in die Verfassunggebende Landesversammlung und danach in den Landtag von Württemberg-Baden gewählt, dem er eine Wahlperiode bis 1950 angehörte.